# 2 Scorpii
2 Scorpii, som är stjärnans Flamsteed-beteckning, är en dubbelstjärna, belägen i den mellersta delen av stjärnbilden Skorpionen och har även Bayer-beteckningen A Scorpii. Den har en skenbar magnitud av ca 4,69 och är svagt synlig för blotta ögat där ljusföroreningar ej förekommer. Baserat på parallaxmätning inom Hipparcosuppdraget på ca 6,5 mas, beräknas den befinna sig på ett avstånd på ca 500 ljusår (ca 150 parsek) från solen. Den har en egenrörelse på 16,5 ± 2,4 km/s och rör sig närmare solen med en heliocentrisk radialhastighet på ca −9 km/s, vilket kommer att föra den till ett perihelionsavstånd på 450 ljusår om ca 2,9 miljoner år. Den ingår med en sannolikhet på 73 procent i gruppen Lower Centaurus Crux i den närliggande Scorpius-Centaurus-föreningen (Sco OB2), eller annars (27 procent sannolikhet) igår den i Gould's Belt.

## Egenskaper
Primärstjärnan 2 Scorpii A är en blå till vit stjärna i huvudserien av spektralklass B2.5 Vn, där "n"-suffixet anger att den har "diffusa" absorptionslinjer i dess spektrum orsakade av snabb rotation. Den har en projicerad rotationshastighet på 320 km/s, vilket ger stjärnan en något tillplattad form med en ekvatorialradie som är 15 procent större än den polära radien. Den har en massa som är ca 7 solmassor, en radie, som är ca 5 solradier och utsänder från dess fotosfär ca 457 gånger mera energi än solen vid en effektiv temperatur av ca 20 400 K. 
2 Scorpii är med stor sannolikhet (> 95%) är en dubbelstjärna. År  2014 hade paret en vinkelseparation av 2,061 ± 0,001 bågsekunder vid en positionsvinkel på 268,28 ± 0,02°.